# Хост Лукреций Триципитин
Хост Лукреций Триципитин (на латински: Hostus Lucretius Tricipitinus) e политик на Римската република.

## Биография
Произлиза от патрицианската фамилия Лукреции. Син е на Луций Лукреций Триципитин (консул 462 пр.н.е.), внук на Тит Лукреций Триципитин (консул 508 и 504 пр.н.е.) и брат на Публий Лукреций Триципитин (консулски трибун 419 и 417 пр.н.е.).
През 429 пр.н.е. той e консул с Луций Сергий Фидена. Същата година има чумна епидемия в Рим.